# 值得
《值得》是香港歌手鄭秀文的第十張個人專輯和首張國語專輯，於1996年9月2日發行。在台灣推出後迅速登上IFPI銷量榜冠軍席位，並佔據榜首位置長達六週，在金曲龍虎榜銷售榜上榜達十八週之久，其中連續七週冠軍；發行不久已被台灣IFPI認證為1白金+1金（銷量為309,489，認證日期為1996年10月11日）。在12月初已達五十萬張，成為1996年台灣銷量最好的唱片之一。在97年初累積為六十萬，及後，全台總銷量超過七十萬。在新加坡SPVA銷量排行榜上榜達二十四週之久，其中二十三週前十， 五週冠軍。同名主打歌《值得》紅遍大街小巷。在香港，由於時間過於倉猝，急於準備11月演唱會，因此並沒有作大量宣傳，亦沒有拍攝電視版MV，而且四台派台歌曲只有一首，但是截至10月初，銷量仍然突破金唱片。而截至同年11月，累計銷量為30,000張。另外，於1997年年初經統計《值得》在台灣,新加坡,馬來西亞,及美加地區，不包括香港及大陸地區，一共有一百萬銷售成績，除了台灣銷量截至97年初佔六十萬之外，在美加華人地區亦佔有廿多萬的銷量，多次上了維珍唱片店的十大唱片銷量排行榜。 在1997年1月中，值得截至1996年12月1日，經統計以五十萬打入1996年台灣年度十大銷售排行榜，排行第四名，乃唯一一個香港女歌手入榜。

## 專輯介紹

### 曲目資料
| 曲序 | 曲目                 |        | 作曲          | 编曲                   | 製作人 | 备注                                                           |
| ---- | -------------------- | ------ | ------------- | ---------------------- | ------ | -------------------------------------------------------------- |
| 1.   | 值得                 | 廖瑩如 | 黃明洲        | 錢幽蘭                 | 蔡宗政 |                                                                |
| 2.   | 背叛                 | 袁惟仁 | 袁惟仁        | 錢幽蘭                 | 蔡宗政 |                                                                |
| 3.   | 相逢不恨晚           | 丁曉雯 | 陳美威        |                        | 涂惠元 |                                                                |
| 4.   | 微醺                 | 黃桂蘭 | 黃國倫        | 倪方來                 | 黃國倫 |                                                                |
| 5.   | 舊項鍊               | 鄔裕康 | 陳偉堅        | Adrian Chan            | 薛忠銘 | 粵語版本為《不拖不欠》                                         |
| 6.   | 曾是你的寶貝         | 陳樂融 | 馮穎琪        | Robert Seng            | 史丹利 | 粵語版本為《放不低》                                           |
| 7.   | 無所謂               | 何厚華 | 黃國倫        | 屠穎                   | 黃國倫 |                                                                |
| 8.   | 小心女人(Cinderella) | 陳祥義 | 林慕德 陳澤忠 | Randall Lipford 陳澤忠 | 薛忠銘 | 粵語版本為《小心女人》                                         |
| 9.   | 依靠                 | 黃祖蔭 | 林東松        | 屠穎                   | 薛忠銘 | 粵語版本為《猶豫》                                             |
| 10.  | 佔領                 | Noddy  | 雷頌德        | 雷頌德                 | 涂惠元 | 粵語版本為《男仕今天你很好》                                   |
| 11.  | 迎風                 | 鄧碧清 | 錢幽蘭        | 錢幽蘭                 | 蔡宗政 |                                                                |
| 12.  | 脆弱                 | 陳樂融 | 中島美雪      | 陳志康                 | 許卿耀 | 粵語版本為《愛的輓歌》 改編自中島みゆき的歌曲《孤獨の肖像1st》 |

## 發行版本
- 台灣版 (1996)
- 香港版 (1996)
- 新加坡版 (1996)
- Compact Audio Cassette (1996)
- HDCD Remaster Series (2001)
- 華納金唱片復刻王系列 (2011)

## 音樂錄影帶
- 值得
- 背叛
- 依靠

## 派台歌曲成績
| 歌曲 | 903 | RTHK | 997 | TVB | 備註 |
| 值得 | 4   | 5    | -   | -   |      |

## 所獲獎項
- 台灣IFPI榜六星期冠軍 - 值得
- 紐約美加華語廣播電台十大金曲 - 值得
- 新城精選104《金心國語歌：銀獎》 - 值得
- 有線YMC至尊榜總選《至尊最愛國語歌》 - 值得

## 臺灣IFPI銷量榜
- 日期 位置 歌手 專輯
- 8/9/1996 4 值得 鄭秀文
- 15/9/1996 1 值得 鄭秀文
- 22/9/1996 1 值得 鄭秀文
- 29/9/1996 1 值得 鄭秀文
- 6/10/1996 1 值得 鄭秀文
- 13/10/1996 1 值得 鄭秀文
- 20/10/1996 1 值得 鄭秀文
- 27/10/1996 2 值得 鄭秀文
- 3/11/1996 2 值得 鄭秀文
- 10/11/1996 2 值得 鄭秀文
- 17/11/1996 2 值得 鄭秀文
- 24/11/1996 5 值得 鄭秀文
- 1/12/1996 6 值得 鄭秀文
- 8/12/1996 13 值得 鄭秀文
- 15/12/1996 14 值得 鄭秀文

## IFPI唱片銷量榜
- 日期 位置 歌手 專輯
- 9-12 4 鄭秀文 值得
- 9-19 5 鄭秀文 值得
- 10-3 7 鄭秀文 值得